# Cristina Gravina
Maria Cristina Gravina (Bolzano, 8 febbraio 1960) è un'ex sciatrice alpina italiana.

## Biografia
Discesista pura originaria di Corvara in Badia, in Coppa del Mondo ottenne il primo piazzamento il 7 dicembre 1977 a Val-d'Isère (9ª), il miglior risultato il 9 dicembre 1978 a Piancavallo (4ª) e l'ultimo piazzamento il 7 gennaio 1980 a Pfronten (11ª); il suo ultimo piazzamento agonistico fu il 15º posto ottenuto nella discesa libera dei XIII Giochi olimpici invernali di Lake Placid 1980, sua unica presenza olimpica, disputata il 17 febbraio. È madre di Arianna Tricomi, anche lei sciatrice, specialista del freeride.

## Palmarès

### Coppa del Mondo
- Miglior piazzamento in classifica generale: 37ª nel 1978

### Campionati italiani
- 2 medaglie[3]:
  - 2 argenti (discesa libera nel 1977; discesa libera nel 1978)